# 前224年
| 千纪： | 前1千纪 |
| 世纪： | 前4世纪 \| 前3世纪 \| 前2世纪                                                                                         |
| 年代： | 前250年代 \| 前240年代 \| 前230年代 \| 前220年代 \| 前210年代 \| 前200年代 \| 前190年代                               |
| 年份： | 前229年 \| 前228年 \| 前227年 \| 前226年 \| 前225年 \| 前224年 \| 前223年 \| 前222年 \| 前221年 \| 前220年 \| 前219年 |
| 纪年： | 秦王政二十三年；齐王建四十一年；楚王负刍四年；代王嘉四年；燕王喜三十一年；衛君角十八年                                |

## 大事记
- 秦將李信率20萬大軍攻楚，在攻破鄢後，引兵向西，與蒙恬在城父會合，為楚軍擊破。
- 秦將王翦率領60萬大軍渡過淮水，圍攻楚國楚都壽春。